# Tricentroscelis protrusifrons
Tricentroscelis protrusifrons là một loài bướm đêm trong họ Geometridae.